# Platería

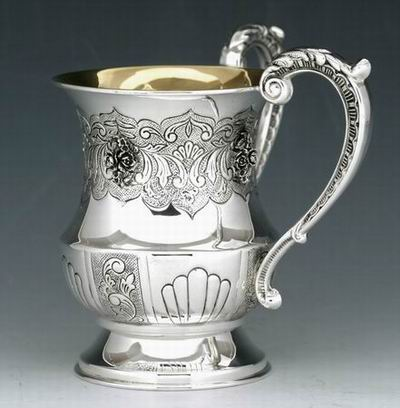
Jarra de plata.

Se denomina platería el trabajo artesanal de la plata con fines ornamentales. 
La función principal de la platería es decorar casas, tanto sagrados como profanos y de las habitaciones particulares, especialmente en los momentos de solemnidad y recepción. Para los edificios sagrados fabrica la platería, como dice el monje Theophilo en su  Diversarum Artum Schedula [Ensayo sobre diversas artes], obra que pertenece cuando menos al siglo XIII: 

los cálices, candelabros, incensarios, vasos para los Santos óleos, vinajeras, relicarios, cruces, misales y otros objetos que una útil necesidad reclama para los usos de la Iglesia, sin los cuales no podrían llenarse ni los misterios divinos ni el servicio de los altares.

Para el adorno de los palacios y otros edificios, la platería fabrica vasos, copas, candelabros, espejos, canastillas que se regalan a las novias, vajillas con piedras, cubiertos, mangos de cuchillos, fruteros, teleras, fuentes, jarrones y otros muchos objetos destinados al servicio de la mesa.
Todas las piezas de plata u otro metal noble que se venden como joya es obligatorio que se indique su grado de pureza mediante un contraste.

## Objeto de la platería
Todas las producciones de la platería deben considerarse bajo dos aspectos muy diferentes, pero que no deben perderse de vista: el arte y la industria están aquí íntimamente ligados. 
Los procedimientos industriales deben intervenir para que disminuyan los gastos de construcción de un objeto en bruto y pueda aumentársela que de los adornos. Es preciso disminuir la cantidad de la primera materia a fin de que refluya el exceso de valor intrínseco sobre el trabajo artístico y pueda emplearse en dar a los objetos formas elegantes y poéticas. Debe tenerse cuidado, sin embargo, de no economizar mezquinamente a plata así como las piedras preciosas, pues de lo contrario resultarían delgadas, poco sólidas y concluirían por perder cierto aspecto monumental reclamado por la mayor parte de los productos de esta industria.

## Historia
El origen de este arte debe buscarse en la más remota antigüedad. Los escritos de Homero y de Moisés bastan para demostrar que el platero era conocido de los antiguos y que su arte estaba ya bastante perfeccionado. La Biblia nos dice que los israelitas al tiempo de ir a salir de Egipto pidieron prestados una gran cantidad de vasos de oro y de plata a los egipcios y que en el desierto ofrecieron para la fabricación del becerro de oro sus brazaletes, sus arracadas y otros adornos, la mayor parte de los cuales eran de oro y algunos de ellos de gusto delicado y de mucho trabajo.
Homero, en la Odisea, dice que Alcandra, casada con Pólibo, regaló a Helena un magnífico canastillo de plata cuyos bordes eran de oro muy fino y bien trabajado. Esta unión del oro y la plata supone el arte de soldar estos metales que exige un gran número de conocimientos. La aleación de los diferentes metales de que Homero dice que estaba compuesto el escudo de Aquiles hace ver que los plateros de su tiempo sabían alear y dar a los metales el color de diferentes objetos. Este arte, lo mismo que el grabado, fue cultivado por los romanos y elevado a un alto grado de perfección por los árabes, los indopersas y otras naciones. Así mismo, apareció cultivado en los imperios americanos conquistados por los descubridores españoles.

## Estilos de platería

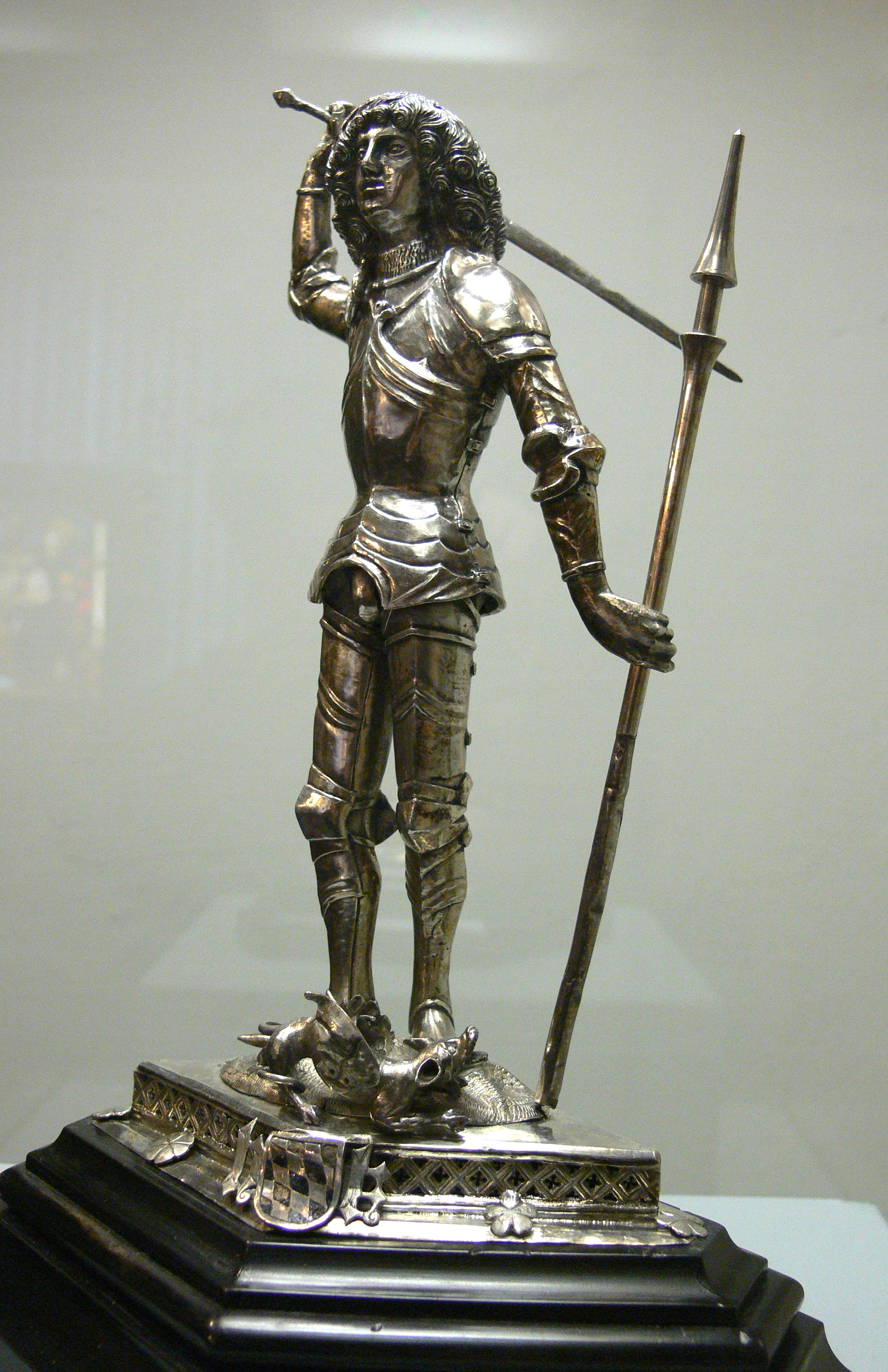
Estatuilla del siglo XV

El estilo en platería lo mismo que en todas las artes, indica lo que forma el rasgo característico del gusto local de cada país, del gusto especial de cada época. 
En la platería griega y romana se encuentran la sencillez de composición, las líneas puras y limpias del arte antiguo. Los museos ofrecen de esto numerosos ejemplos. La platería bizantina, lo mismo que la arquitectura de los emperadores de Oriente, afecta formas menos severas, menos puras, menos clásicas, en fin, que la platería antigua. Se ve en ella más espontaneidad, más libertad y abandono en las formas, menos estudio, menos cálculo en la combinación de las líneas. Pero en cambio, un deseo de brillar por la riqueza material, caracteriza la platería del estilo bizantino. Encuéntranse en la tesorería do Aquisgran productos de este estilo, que vienen de la época de Carlo-Magno y pueden servir de modelo á los artistas contemporáneos.

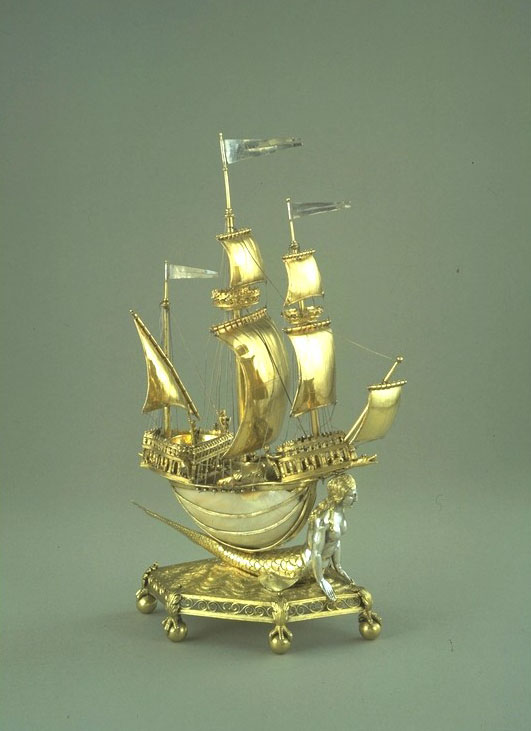
La nef Burghley (1527-1528), de Pierre Le Flamand, nautilus con montura de plata semidorada, Victoria & Albert Museum, Londres

Durante la Edad Media, la platería brilla particularmente en la fabricación de urnas, relicarios, tabernáculos, crucifijos, retablos de altares, etc. Las urnas, los tabernáculos y a veces los relicarios, reproducían generalmente las formas de las iglesias, siguiendo, por consiguiente, las evoluciones del arte matriz, la arquitectura. Así es que hasta mediados del siglo XII y en algunas obras hasta más tarde, los arcos son de medio punto, las figuras muy largas; los pliegues de las ropas, verticales, duros, paralelos y estrechos; las barbas y cabellos, delicadamente indicados; los vestidos adornados con una profusión extraordinaría de joyas. De este modo también se hacían los principales miembros de la arquitectura de esos pequeños monumentos que representan urnas, tabernáculos, etc.: están cubiertos además de joyas y ellos se encuentran por todas partes los clavos de la cruz del Salvador.

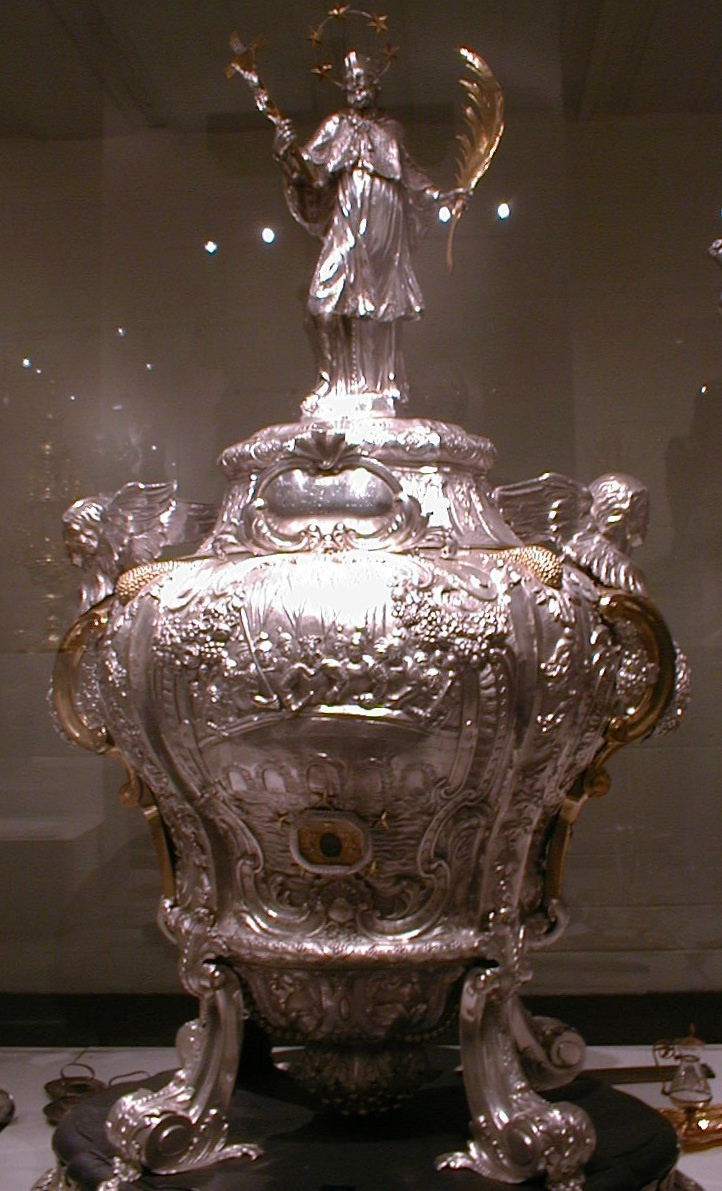
Relicario de San Juan Nepomuceno, in San Nicolas. siglo XVIII

Más tarde, la ojiva reemplazó el medio punto. Las figuras se acortaron, las formas un poco toscas se acercaron más a las proporciones humanas, y eso movimiento de contracción siguió efectuándose de tal modo que hacia el fin del siglo XV llegaron a ser completamente rechonchas. Las figuras del estilo gótico, en el siglo XIII, tienen paños muy anchos, pliegues poco numerosos, pero afectando siempre algo el movimiento vertical. El trabajo do estas figuras es mucho menos minucioso que el de las del estilo bizantino.
En la época del renacimiento, la imaginación de los artistas plateros tomó un nuevo rumbo: de religiosa que había sido hasta entonces, se hizo profana la platería. Estudia y trata de reproducir las formas del estilo antiguo pero la costumbre de las ricas decoraciones del arte ojival de los siglos XIV y XV da a estas imitaciones un reflejo del gótico. Los ramos de hojas, frutos y flores se reparten profusamente por los vasos, jarrones, puños de espadas y puñales. Los plateros son hábiles escultores; reproducen las formas del humano con tanta facilidad y pureza como las de los vegetales. A los plateros debemos la invención del grabado. A ellos y particularmente al gran platero florentino Benvenuto Cellini son debidos los progresos que en esta época hizo el arte del fundidor de bronce.
Desde la época del renacimiento o más bien desde principios del siglo XVI, el arte del platero se descompuso en muchos ramos: la parte tecnológica se encuentra menos íntimamente ligada a la artística. Los procedimientos de fabricación se perfeccionan, llegan a ser más sabios y reclaman toda la atención de los que se consagran a ellos y entonces la composición de los modelos es más a menudo obra de artistas extraños a la fabricación.
La platería demostró en el siglo XVIII la flexibilidad de su naturaleza plegándose a todos los caprichos del género llamado rocalla. Se encuentran piezas de platería del tiempo de Luis XV, que son notabilísimas por lo fantásticas y caprichosas. Nada hay regular en ellas: las formas son lo más anti-geométricas posibles; las líneas y las superñcies, ondulantes, contorneadas, indescriptibles.

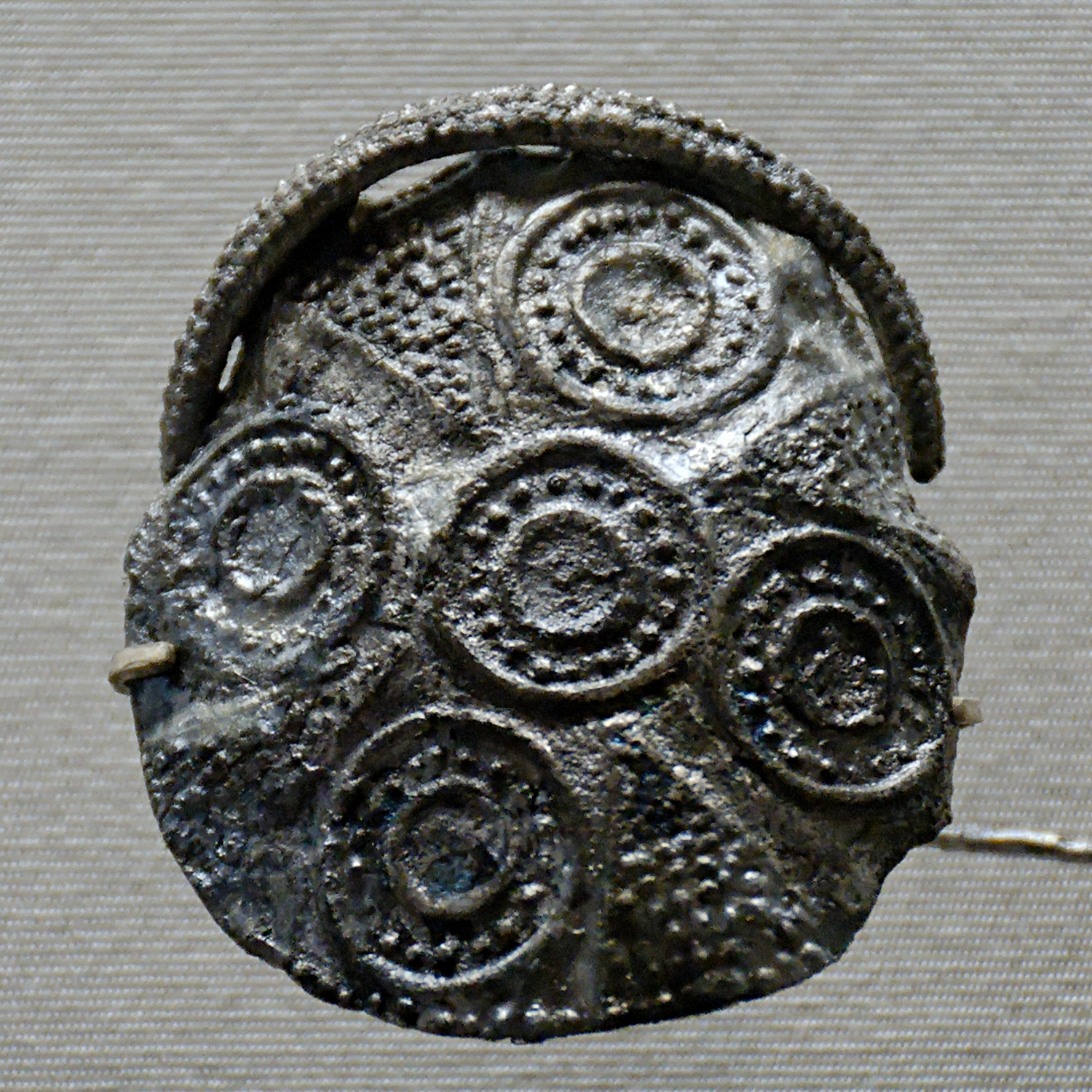
Ornamento para el pelo, s. XI-VII adC
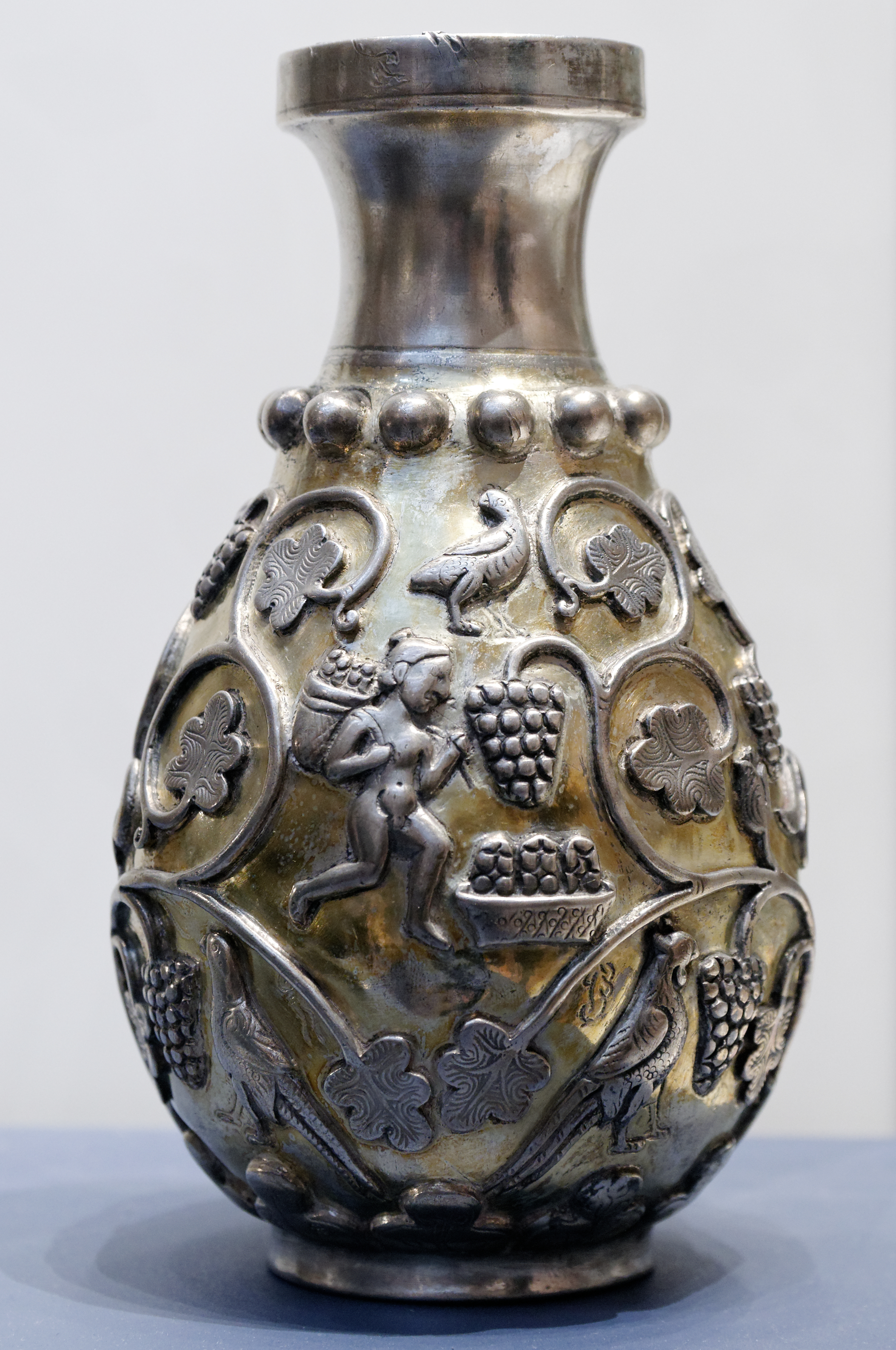
Jarrón de la dinastía sasánida, s. V-VIII adC
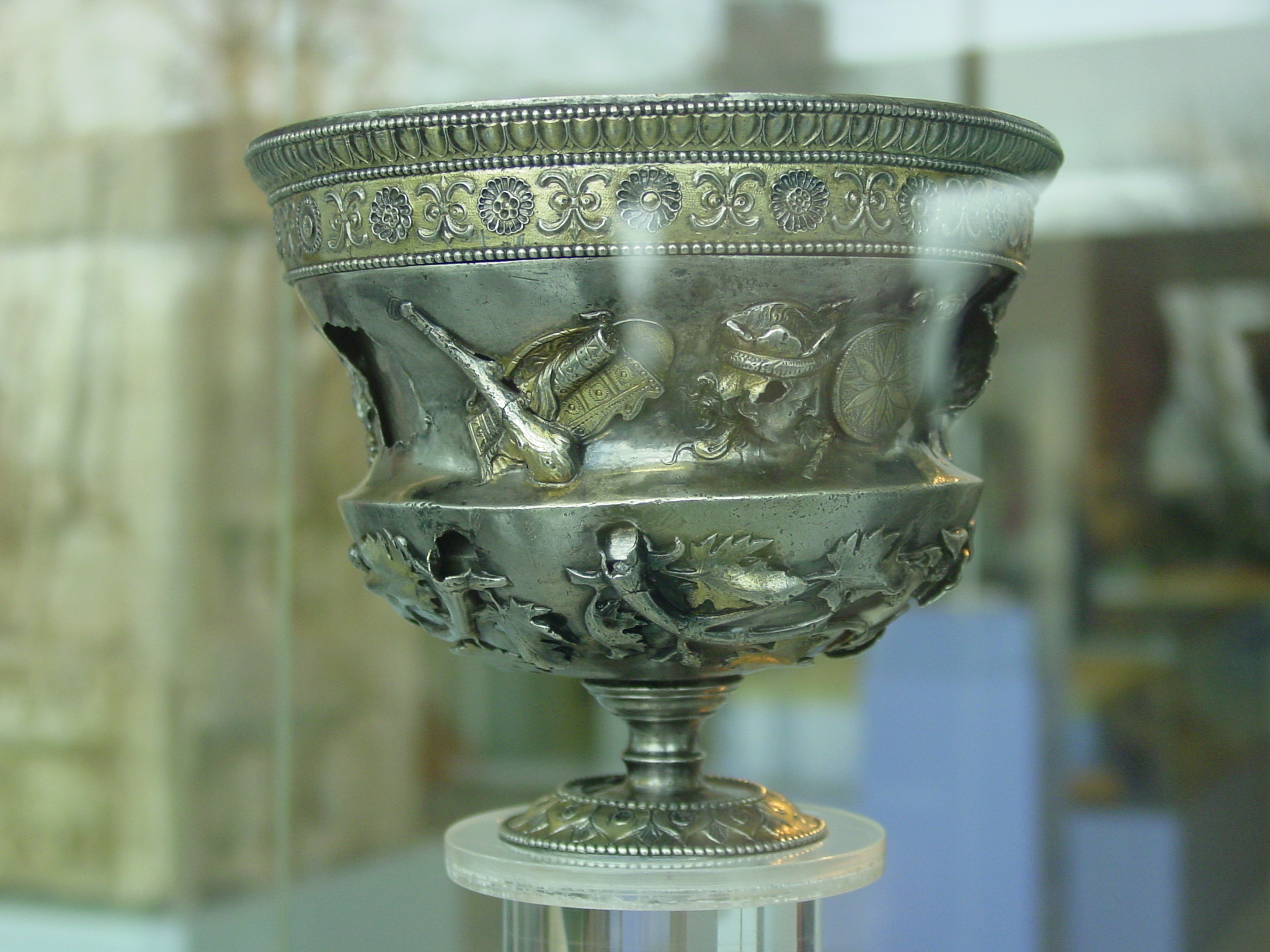
Copa de plata de origen romano-griego
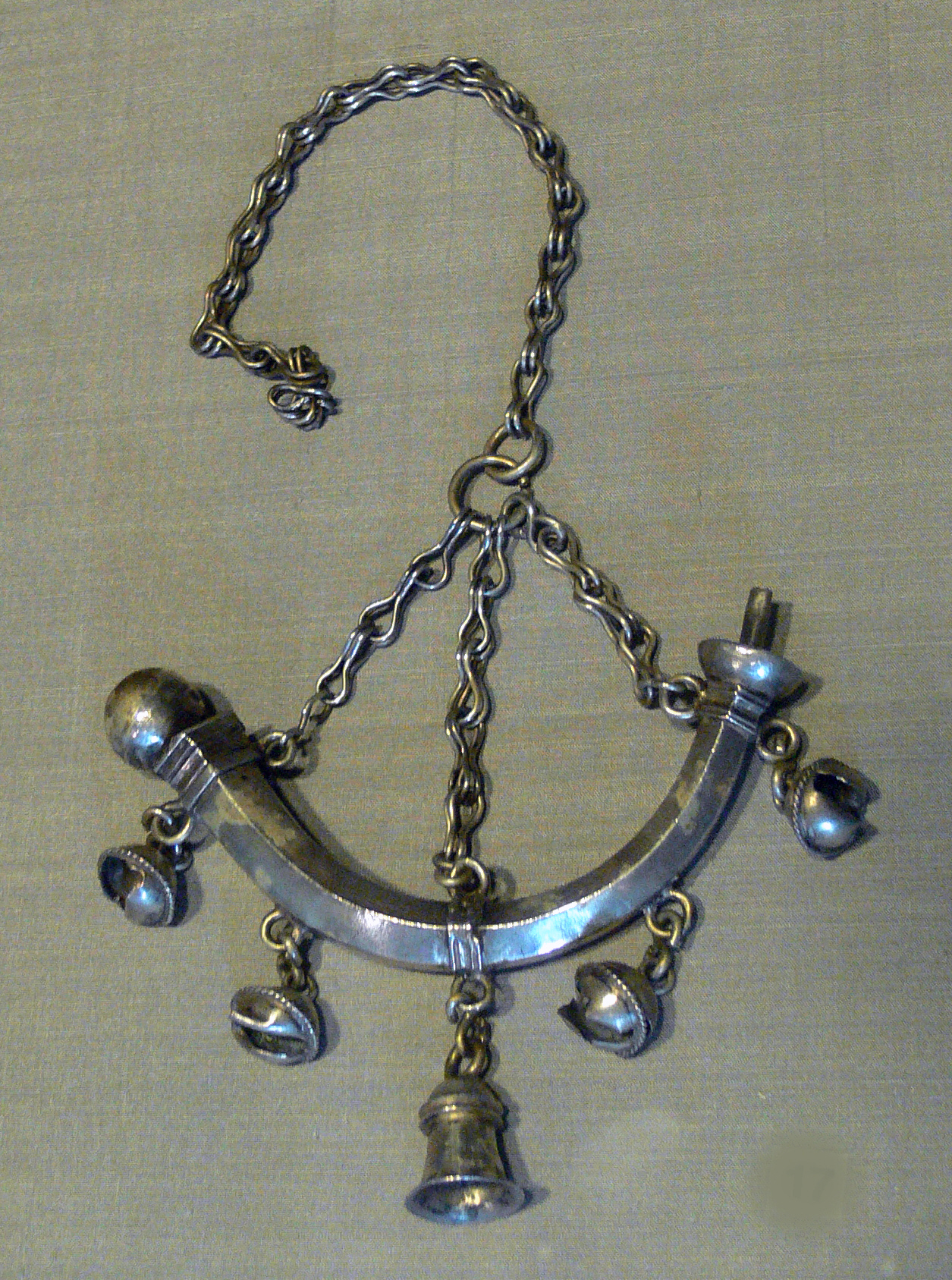
Pendiente de plata
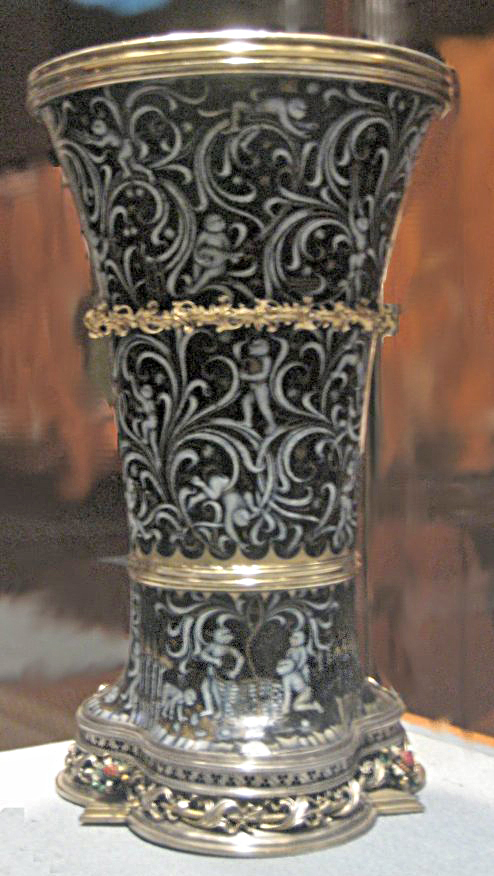
Vaso de plata y esmalte pintado, 1425-1450
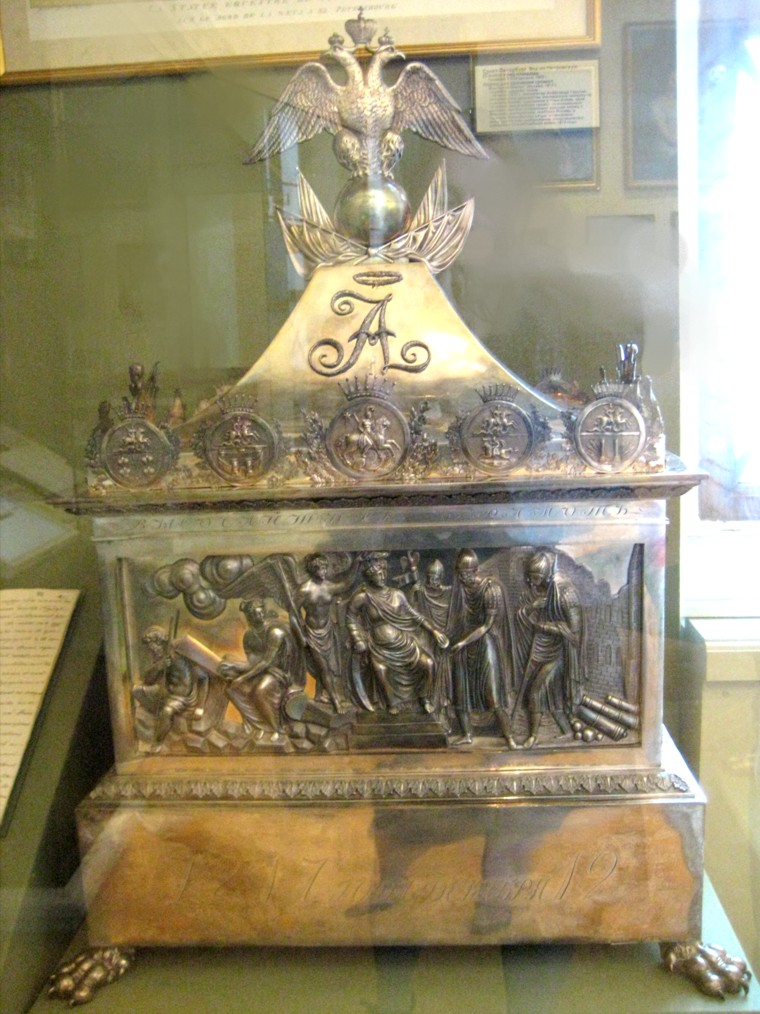
Urna funeraria, 1817
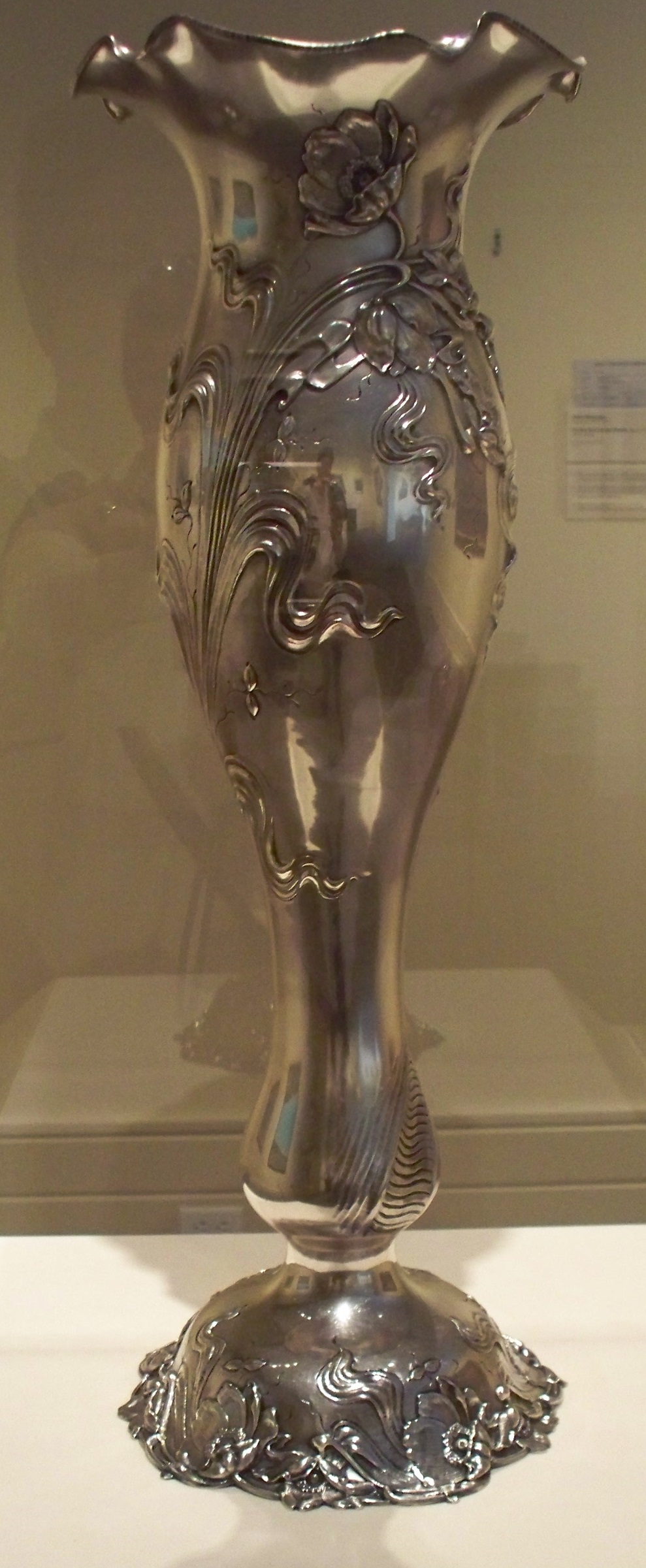
Jarrón de plata, ca. 1910